# (20285) Lubin
20285 Lubin (1998 FU58) – planetoida z pasa głównego asteroid okrążająca Słońce w ciągu 3,68 lat w średniej odległości 2,38 j.a. Odkryta 20 marca 1998 roku.